# Sanry-lès-Vigy
Sanry-lès-Vigy és un municipi francès, situat al departament del Mosel·la i a la regió del Gran Est. L'any 2007 tenia 535 habitants.

## Demografia

### Població
El 2007 la població de fet de Sanry-lès-Vigy era de 535 persones. Hi havia 174 famílies, de les quals 16 eren unipersonals (4 homes vivint sols i 12 dones vivint soles), 57 parelles sense fills, 89 parelles amb fills i 12 famílies monoparentals amb fills.
La població ha evolucionat segons el següent gràfic:
Habitants censats

### Habitatges
El 2007 hi havia 184 habitatges, 178 eren l'habitatge principal de la família, 3 eren segones residències i 3 estaven desocupats. 176 eren cases i 7 eren apartaments. Dels 178 habitatges principals, 167 estaven ocupats pels seus propietaris, 9 estaven llogats i ocupats pels llogaters i 2 estaven cedits a títol gratuït; 1 tenia dues cambres, 8 en tenien tres, 42 en tenien quatre i 126 en tenien cinc o més. 165 habitatges disposaven pel capbaix d'una plaça de pàrquing. A 50 habitatges hi havia un automòbil i a 121 n'hi havia dos o més.

### Piràmide de població
La piràmide de població per edats i sexe el 2009 era:
| Homes | Edats   | Dones |
| ----- | ------- | ----- |
| 0     | 95 o +  | 0     |
| 0     | 90 a 94 | 0     |
| 0     | 85 a 89 | 0     |
| 0     | 80 a 84 | 0     |
| 0     | 75 a 79 | 0     |
| 0     | 70 a 74 | 12    |
| 8     | 65 a 69 | 4     |
| 4     | 60 a 64 | 8     |
| 24    | 55 a 59 | 12    |
| 4     | 50 a 54 | 20    |
| 24    | 45 a 49 | 16    |
| 28    | 40 a 44 | 24    |
| 28    | 35 a 39 | 28    |
| 16    | 30 a 34 | 24    |
| 20    | 25 a 29 | 24    |
| 4     | 20 a 24 | 4     |
| 12    | 15 a 19 | 0     |
| 16    | 10 a 14 | 24    |
| 44    | 5 a 9   | 28    |
| 36    | 0 a 4   | 16    |

## Economia
El 2007 la població en edat de treballar era de 377 persones, 274 eren actives i 103 eren inactives. De les 274 persones actives 245 estaven ocupades (133 homes i 112 dones) i 29 estaven aturades (6 homes i 23 dones). De les 103 persones inactives 36 estaven jubilades, 39 estaven estudiant i 28 estaven classificades com a «altres inactius».

### Ingressos
El 2009 a Sanry-lès-Vigy hi havia 183 unitats fiscals que integraven 545 persones, la mediana anual d'ingressos fiscals per persona era de 20.641 €.

### Activitats econòmiques
Dels 16 establiments que hi havia el 2007, 1 era d'una empresa de fabricació d'altres productes industrials, 3 d'empreses de construcció, 4 d'empreses de comerç i reparació d'automòbils, 1 d'una empresa d'informació i comunicació, 1 d'una empresa financera, 4 d'empreses de serveis i 2 d'empreses classificades com a «altres activitats de serveis».
Dels 3 establiments de servei als particulars que hi havia el 2009, 1 era una perruqueria, 1 restaurant i 1 tintoreria.
L'any 2000 a Sanry-lès-Vigy hi havia 5 explotacions agrícoles.

## Equipaments sanitaris i escolars
El 2009 hi havia 1 escola maternal i 1 escola elemental.

## Poblacions més properes
El següent diagrama mostra les poblacions més properes.